# Juan Pacheco
Juan Pacheco   (Belmonte, 1419 (Gregorià) - Santa Cruz de la Sierra, 1 d'octubre de 1474 (Gregorià)) fou fill primogènit d'Alfonso Téllez Girón y Vázquez de Acuña i de María Pacheco i germà de Pedro Girón, va ser un noble i ric home de Castella. Va dominar la política des dels últims anys del regnat de Joan II fins a gairebé el regnat d'Isabel la Catòlica. Es va convertir en home de confiança d'Enric IV, de qui va ser company de jocs durant la seva infància després que el conestable Álvaro de Luna intervingués perquè ell i el seu germà Pedro entressin a la cort, on ja es documenta la seva presència en 1436 com a patge de l'infant.
Va ser el III senyor de Belmonte, distinció que va heretar de la seva mare. Sent justícia major de Segòvia, va rebre d'Enric IV els títols de marquès de Villena, I comte de Xiquena i I duc d'Escalona. Pel seu segon matrimoni va ser també senyor de Moguer i de Villanueva del Fresno. Així mateix, va ostentar els càrrecs de cambrer major de l'infant Enric i de majordom major, alcaid major d'Astúries, Adelantado major de Castella i mestre de l'Orde de Sant Jaume.

## Orígens
El seu pare, Alfonso Téllez Girón y Vázquez de Acuña, era fill de Martín Vázquez de Acuña —membre d'un antic llinatge portuguès i alcalde major de Lisboa— i de Teresa Téllez Girón, filla d'Alonso Téllez Girón y Gallina. La seva mare, María Pacheco, II senyora de Belmonte, era filla de Juan Fernández Pacheco, primer senyor de Belmonte i descendent de Lope Fernández Pacheco —privat del rei Alfonso IV de Portugal— i d'Inés Téllez de Meneses. Les famílies Vázquez de Acuña i Pacheco procedien de la noblesa portuguesa i s'havien exiliat a Castella després de la derrota castellana a la batalla d'Aljubarrota (1385), per haver donat suport a la causa del rei Joan I de Castella, que pretenia el tron del regne veí pel seu matrimoni amb Beatriu de Portugal. A les capitulacions matrimonials dels seus pares, es va estipular que el primogènit portaria Pacheco com a primer cognom en comptes de Téllez Girón.
Juan Pacheco és un dels nobles assenyalats per Francisco de Mendoza y Bobadilla amb sang jueva en El Tizón de la Nobleza española (1560), ja que un rebesavi del seu avantpassat Diego López Pacheco va ser el jueu convers Ruy Capón, almoixerif de la reina Urraca I de Lleó, avantpassat que també compartia el seu avi Martín Vázquez de Acuña. Aquesta mateixa «taca» jueva l'atribueix també a la seva dona, María Portocarrero, mare de la major part dels seus fills, ja que Alfonso Enríquez, de qui ella descendia, havia tingut una mare jueva. Un origen que s'havia traslladat a mitjan segle xvi, a través dels seus descendents, a un gran nombre de cases de la noblesa.

## Etapa de Joan II

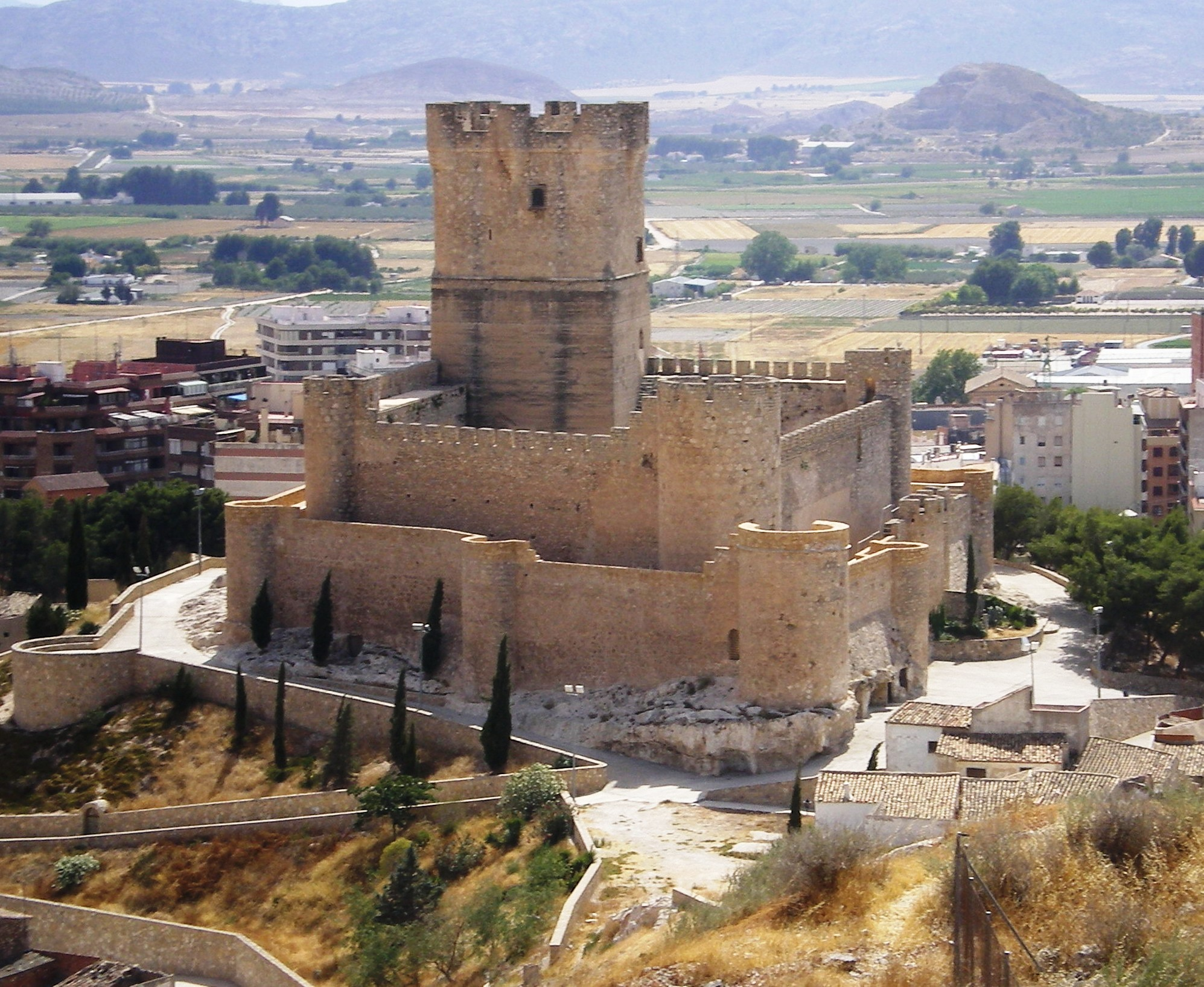
Vista del Castell de Villena.

En 1441 era membre del Consell Reial, i el gener de 1442, amb vint-i-dos anys, havia aconseguit l'ofici de cambrer major del príncep, el més alt lloc a la casa de l'hereu després del de majordom major, que encara seguia exercint el conestable Álvaro de Luna y Jarana.
En 1444 Joan II de Castella li va donar quatre viles a Extremadura: Medellín, Villanueva de Barcarrota, Salvatierra i Salvaleón, així com Lerma. El 25 de maig de 1445, sis dies després de la batalla d'Olmedo, el rei Joan II li va fer mercè de la vila de Jumella.En 1461 va ordenar reconstruir el Castell de Jumella, aconseguint la seva configuració i aspecte actual amb tres pisos, soterrani i terrassa, i hi va col·locar el seu escut d'armes.
En 1445, després de la primera batalla d'Olmedo, en la qual va exercir un paper rellevant juntament amb el bisbe de Conca Lope de Barrientos en el cos que comandava l'infant Enric, va ser nomenat marquès de Villena.
També va aconseguir llavors el càrrec de mestre de l'Orde de Calatrava per al seu germà, Pedro Girón. Després de la victòria d'Olmedo i el matrimoni d'Isabel de Portugal i de Bragança amb Joan II, el poder d'Álvaro de Luna y Jarana es va afeblir, i va guanyar influx el bàndol de l'infant Enric i Juan Pacheco. En el conflicte que poc després va sorgir entre el rei i el seu fill, Juan Pacheco va afavorir a l'infant i Álvaro de Luna al monarca. L'acord va beneficiar els mediadors.
Va incrementar el seu patrimoni amb el senyoriu d'Alarcón donat per l'infant Enric el 23 de maig de 1446 amb el vistiplau del rei.
En 1447 Pacheco va fundar, seguint ordres de l'infant, el monestir del Parral a Segòvia, d'estil gòtic mudèjar i pertanyent a l'Orde de Sant Jeroni, on va rebre sepultura segons havia estipulat en el seu segon testament.

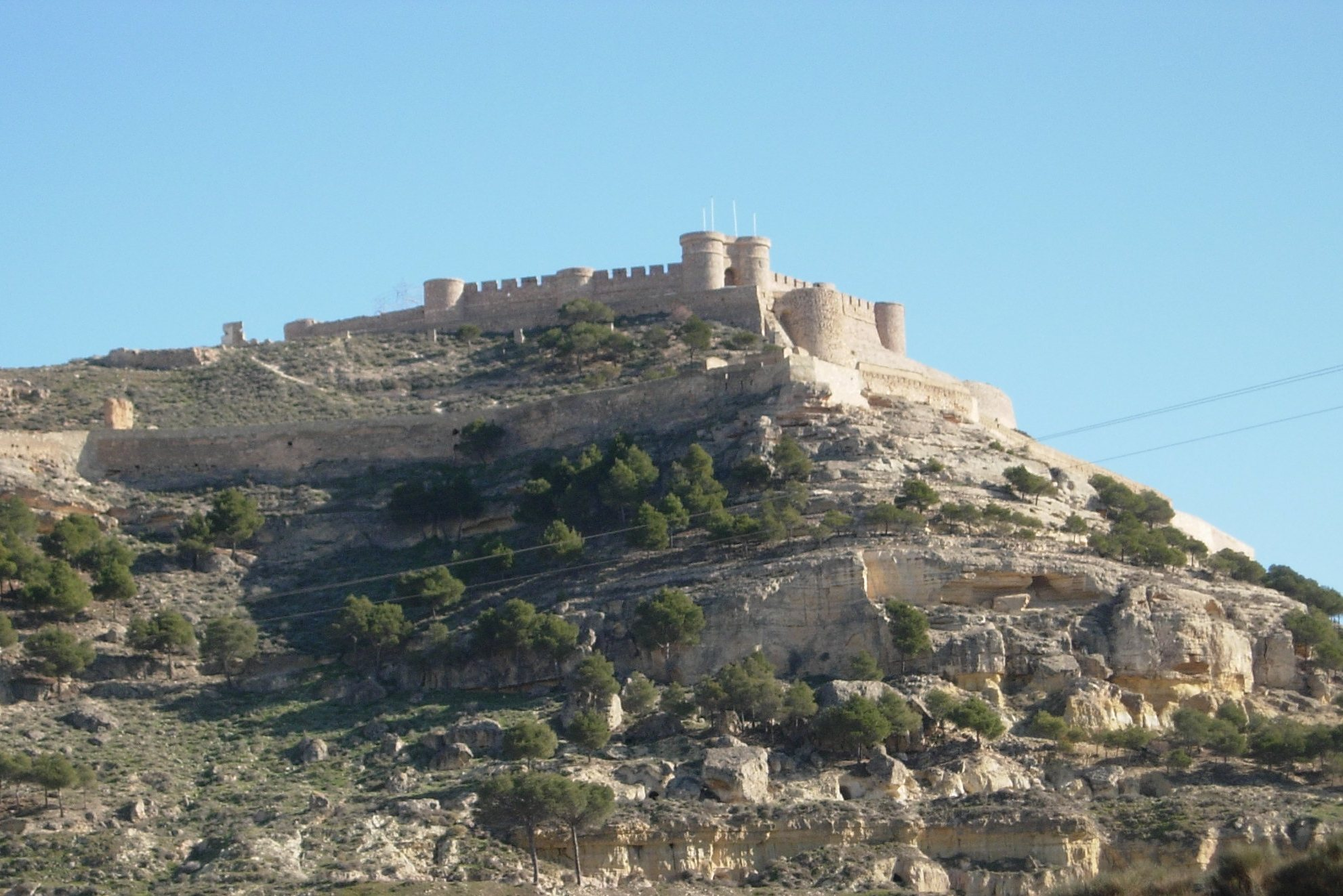
Castell de Chinchilla de Monte-Aragón

En 1449 va adquirir la fortalesa de Chinchilla de Monte-Aragón, que va reconstruir poc després donant-li l'aspecte que actualment posseeix.
Juan Pacheco també va ser nomenat avançat major de Castella en 1451, encara que va renunciar al càrrec set anys després. El 20 de desembre de 1452, Joan II el va confirmar en el senyoriu de la vila d'Almansa. Pacheco li va donar la morfologia actual al seu castell, amb la construcció de la torre de l'homenatge, les torres semicirculars de les muralles i la barbacana defensiva.

## Etapa d'Enric IV
Enric IV va ser proclamat rei en morir el rei Joan el 22 de juliol de 1454. Juan Pacheco i el seu germà Pedro Girón es van encarregar a partir de llavors de les decisions del govern, mentre que l'oncle de tots dos, l'arquebisbe de Toledo Alonso Carrillo, actuava com a regent del regne. Per compensar aquest influx el rei va incorporar nous consellers com Miguel Lucas de Iranzo, Beltrán de la Cueva o Gómez de Cáceres. Durant aquest període Juan Pacheco va llançar una campanya militar a Granada, que es va desenvolupar entre 1454 i 1456, en la qual es van conquerir les viles d'Archidona i Álora, a més de socórrer l'assetjada Úbeda. En 1456, el monarca va concedir al marquès el corregiment de Jerez a perpetuïtat, funció que va exercir a través de lloctinents. Posteriorment va emprendre importants obres arquitectòniques a la seva ciutat natal, Belmonte: el castell, la Col·legiata de Sant Bartolomé i dos monestirs: el de Sant Francesc de l'Observança i un altre de monges franciscanes. També va construir en 1456 una nova fortalesa a Garci Muñoz, sobre l'antic alcàsser de don Joan Manuel, una plaça que havia rebut set anys abans de Joan II juntament amb Chinchilla mitjançant una permuta.
Encara que entre 1458 i 1464 es va produir l'ascens fulgurant de Beltrán de la Cueva, que va perjudicar els seus interessos, va seguir acumulant títols i honors. El 6 d'abril de 1458 va obtenir la dignitat de Mariscal de Castella i en 1460 va rebre el títol de Comte de Xiquena i Marquès dels Vélez. En 1461 va ser nomenat alcaid major d'Astúries. En aquest últim any va ordenar reconstruir el Castell de Jumella aconseguint la seva configuració i aspecte actual amb tres pisos, soterrani i terrassa, i hi va col·locar el seu escut d'armes.
El 28 de febrer de 1462 la reina Joana de Portugal, esposa d'Enric IV, va tenir una filla, Joana, sobrenomenada posteriorment la Beltraneja, ja que se sospitava que era filla de Beltrán de la Cueva. El monarca, considerant-la la seva successora, va convocar les corts a Madrid, que la van jurar com a princesa d'Astúries.

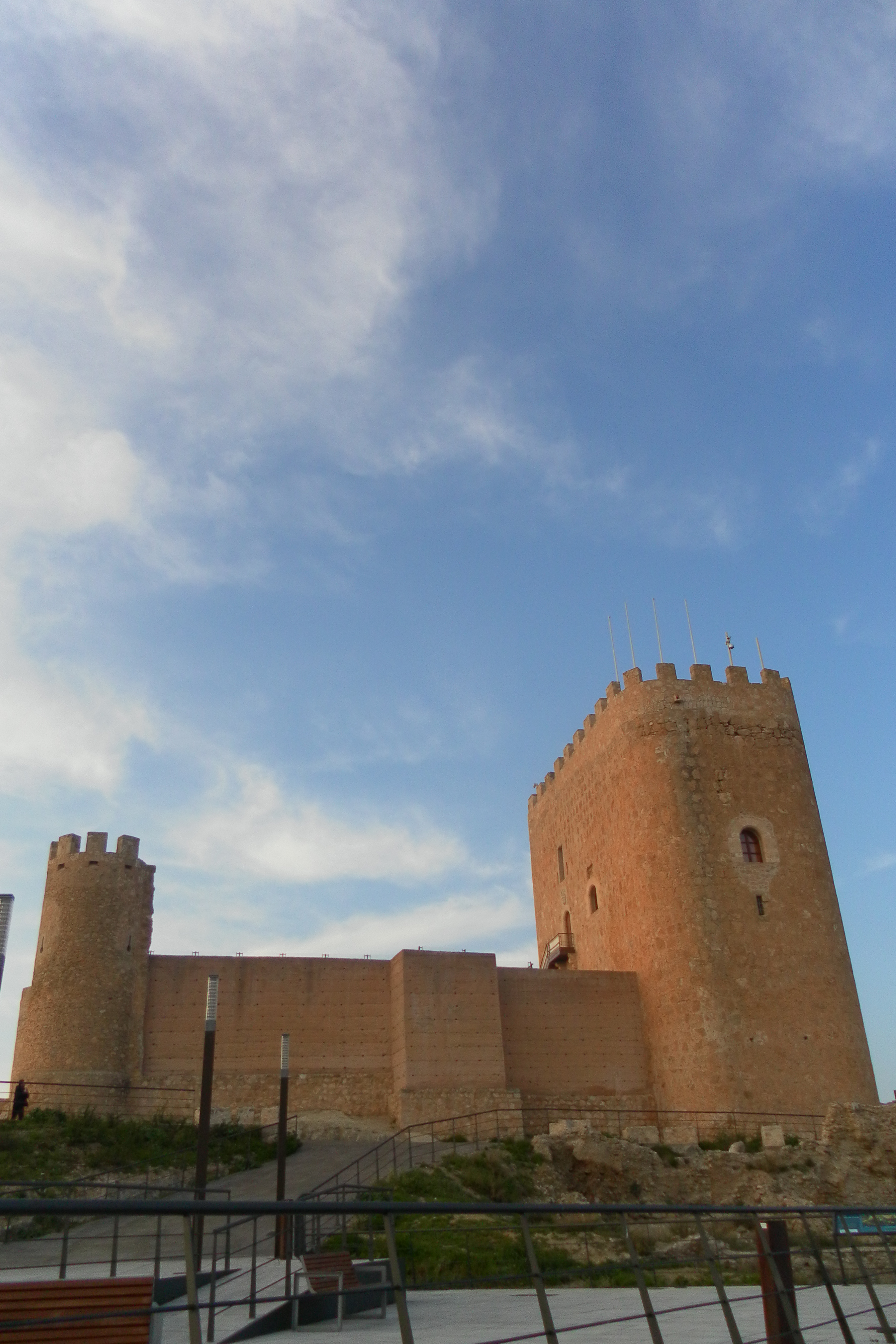
Castell de Jumella que va manar reconstruir en 1461.

En 1463, en les vistes de Baiona, el marquès de Villena va oferir els seus serveis a França. Amb aquesta aliança, França voltava al sempitern enemic, la Corona d'Aragó. En agraïment, Lluís XI de França va oferir en casament la seva filla Joana amb el fill menor del marquès, Pedro Portocarrero el Sord. La reacció del rei aragonès Joan II no es va fer esperar: per guanyar-se l'amistat de Castella i anul·lar l'aliança Castella-França, va prometre al seu fill Ferran amb la filla de Pacheco, Beatriz.
El setembre del 1464, la lliga de nobles, capitanejada per Juan Pacheco, va redactar a Burgos un llarg manifest sense signatura que va suposar una reacció al creixent poder de la figura de Beltrán de la Cueva, de qui sol·licitaven la destitució com a mestre de l'Orde de Sant Jaume. Així mateix, qüestionaven la paternitat del rei sobre Joana i reclamaven que la successió passés a l'infant Alfons.
Més tard, Pacheco va aconseguir el càrrec de mestre de l'Orde de Sant Jaume en 1467 de la mà de l'infant Alfons, al qual alguns nobles havien triat com a rei a la Farsa d'Àvila. En ser menor d'edat, Juan Pacheco seria el seu tutor, la qual cosa li va donar el càrrec de coadjutor de l'orde des de 1469.
L'infant Alfons va morir per causes desconegudes a Cardeñosa el 5 de juliol de 1468. Poc després, el 18 de setembre de 1468, es va signar el Tractat dels Toros de Guisando que posava fi a les hostilitats. Va ser un acord instigat pel mateix Pacheco i que va suposar alguns avantatges per a la seva persona, com la seva confirmació en el càrrec de mestre de l'Orde de Calatrava.
En 1469, la infanta Isabel va contraure matrimoni amb Ferran d'Aragó, contra la voluntat del reiEnric IV i els pactes establerts, creant les bases de la Guerra de Successió Castellana en la qual Juan Pacheco prendria partit pel bàndol de la princesa Joana.
A petició de Juan Pacheco i dels ambaixadors de França, Enric IV va revocar el Tractat dels Toros de Guisando després de jurar, juntament amb la seva esposa, que la infanta Joana era la seva filla legítima. El 26 d'octubre de 1470 es va confirmar la cerimònia a Lozoya.
El 17 de desembre de 1472 Juan Pacheco va ser nomenat I duc d'Escalona, que anteriorment havia estat senyoriu d'Álvaro de Luna y Jarana.

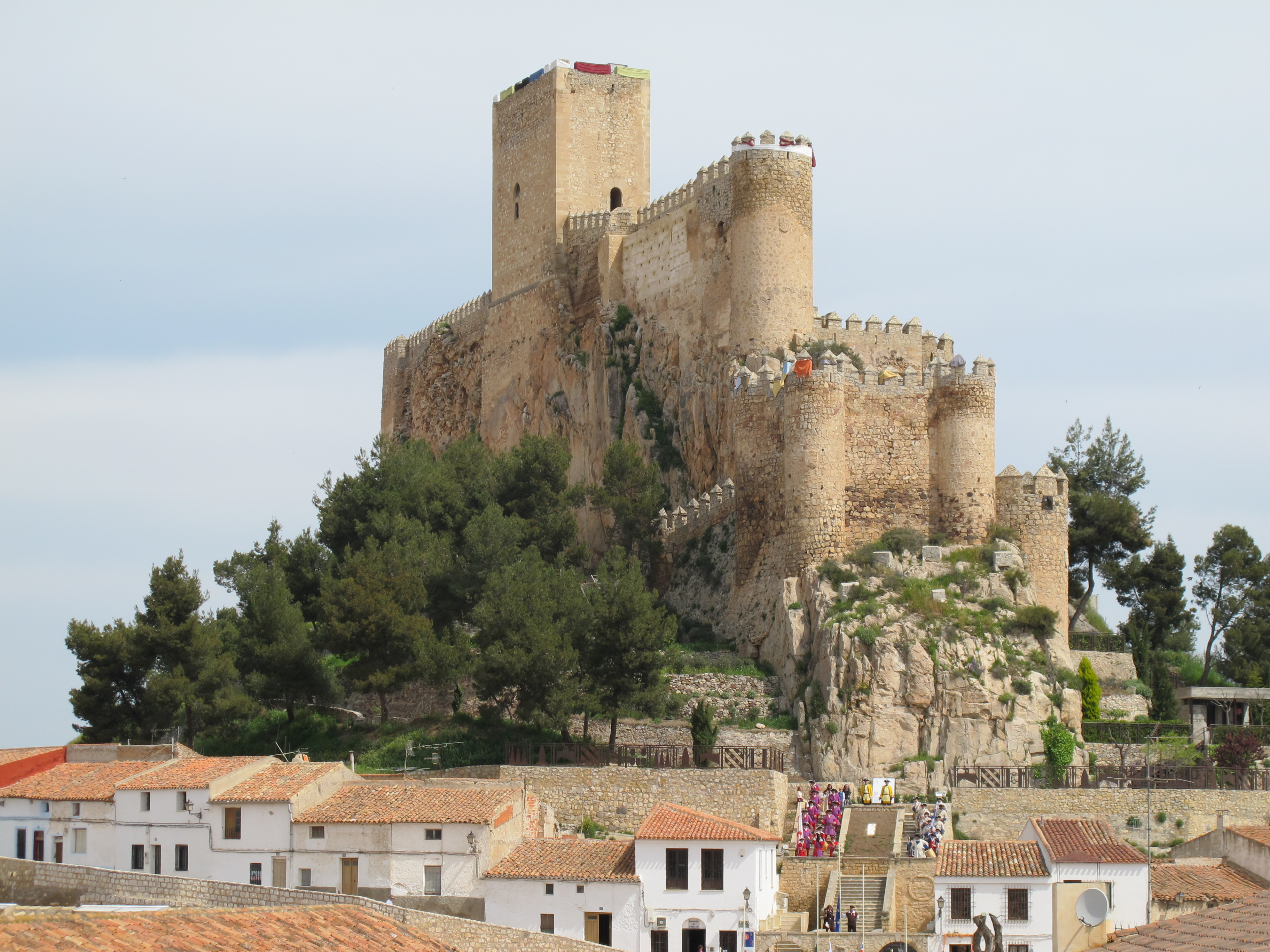
Castell d'Almansa, heretat del seu pare i reconstruït pel marquès.

## Mort i sepultura

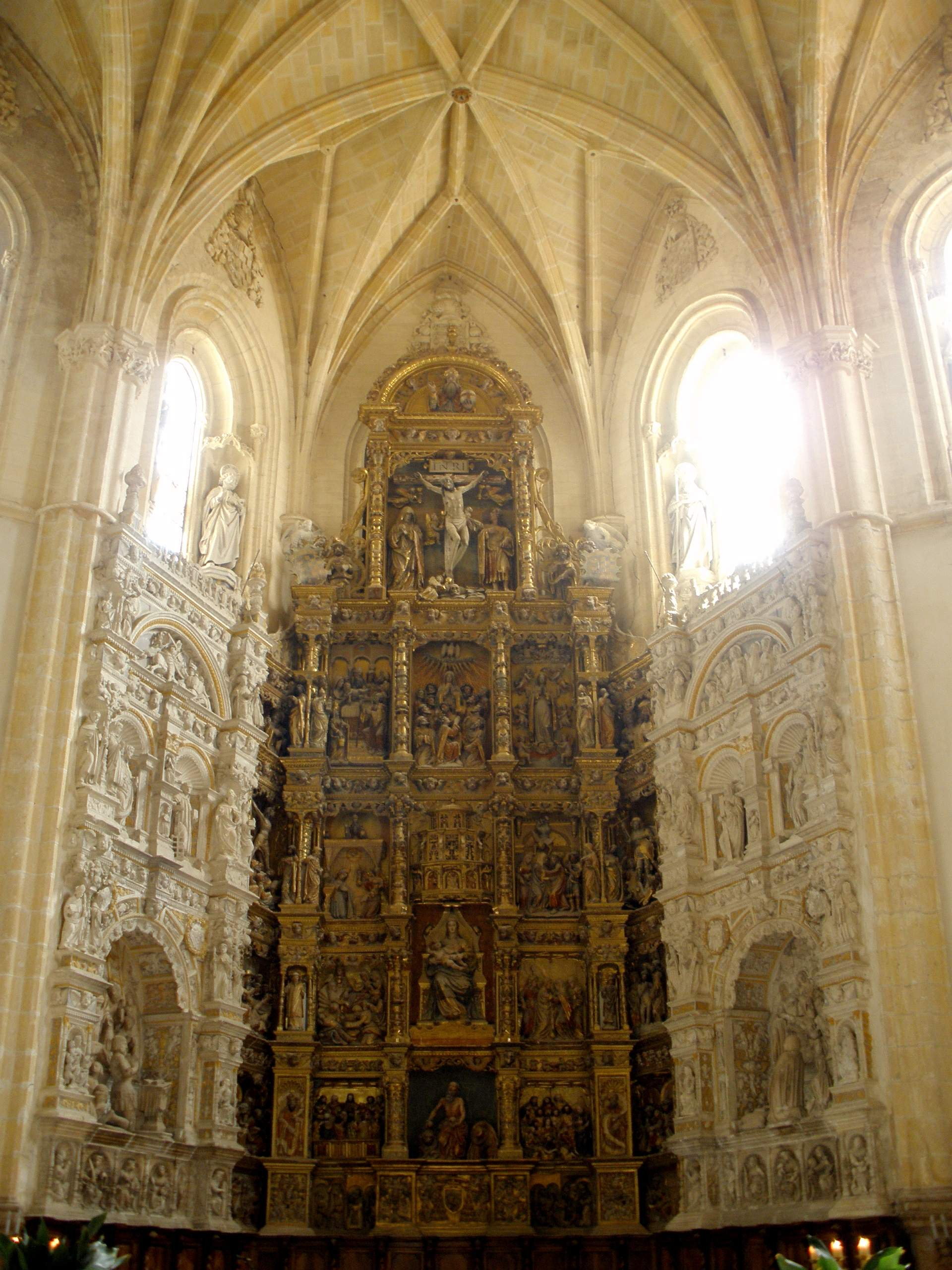
Reial Monestir de Sta. Maria del Parral. El seu sepulcre és a la cantonada esquerra inferior.

Va morir el 4 octubre de 1474, a Santa Cruz, a prop de Trujillo (Càceres), poc abans de la mort del rei. Va ser enterrat inicialment al Monestir de Guadalupe. Uns anys més tard el seu cadàver va ser traslladat al monestir del Parral, a Segòvia, que havia fundat i on es va manar enterrar en el seu segon testament. El seu sepulcre ocupa el lloc esquerre de l'altar major i el de la seva esposa, María Portocarrero, el de la dreta. Aquests sepulcres van ser encarregats en 1528 pel seu fill Diego López Pacheco i s'atribueixen a Juan Rodríguez i a Lucas Giraldo.

## Núpcies i descendència
Va contraure tres matrimonis. El primer, celebrat el 22 de novembre de 1436 a la ciutat de Toledo, quan tenia 17 anys, va ser amb Angelina de Luna, cosina del conestable Álvaro de Luna y Jarana del que no va haver-hi descendència. El matrimoni va ser declarat nul el 13 de febrer de 1442 pel vicari de Segòvia, Diego Sánchez, per diverses raons, entre les quals que havia estat fet per temor o coacció i que no va arribar a consumar-se.
Poc després, en 1442, es va unir en un matrimoni il·lícit amb María Portocarrero Enríquez, filla de Pedro Fernández Portocarrero i Cap de Vaca, V senyor de Moguer, i Beatriz Enríquez, filla d'Alfonso Enríquez. El matrimoni no va tenir validesa canònica fins a l'any 1456, quan el papa Calixto III el va autoritzar i va legitimar els fills que havien tingut fins a aquesta data. D'aquest matrimoni van néixer:
- Diego López Pacheco i Portocarrero, el primogènit, va succeir al seu pare en títols i estat.[17][13]
- Pedro Portocarrero el Sord, va heretar els senyorius de Moguer i de Villanueva del Fresno, de la seva família materna.[17][13]
- Alfonso Téllez-Girón, el menor dels germans homes, va atorgar testament el 29 d'abril de 1527 i va morir aquest any. L'esmenta el seu pare en els seus testaments i va rebre La Pobla de Montalbán. Va contraure matrimoni amb Marina de Guevara.[18][19]
- Beatriz Pacheco, casada en 1471 amb Rodrigo Ponce de León i Núñez, marquès de Cadis de qui ja era vídua en 1492.[20][21][a] Va manar ser enterrada al Monestir de Santa Clara en Carmona i va demanar que anés al costat de la seva germana Leonor, abadessa d'aquest monestir;
- María Pacheco, la major, esposa de Rodrigo Alonso Pimentel, IV comte i I duc de Benavente.[22][19]
- Catalina Pacheco, va estar promesa amb Bernardino de Velasco però el matrimoni no va arribar a celebrar-se a causa que el seu pare va trencar l'aliança amb el pare de Bernardino, el conestable Pedro Fernández de Velasco. Va contreure matrimoni, després de la mort del seu pare, amb Alfonso Fernández de Còrdova, senyor d'Aguilar, i va rebre dos milions de maravedís de dot que van ser lliurats pel seu germà Pedro.[23][24]
- Francisca Pacheco,[22] dona d'Íñigo López de Mendoza i Quiñones el Gran Tendilla.[19]
- Juana Pacheco,[20] esposa d'un dels fills del duc de Fira.[19]
- Leonor Pacheco,[20] abadessa al monestir de Santa Clara a Carmona;
- Inés Pacheco, va ser religiosa, abadessa en el Convent de Santo Domingo de Portacoeli a Sevilla.[25][20]
- María Pacheco i Portocarrero, la menor,[20][25] qui va contreure matrimoni en 1482 amb l'I comte d'Oropesa Fernando Álvarez de Toledo y Zúñiga.[19]

Juan Pacheco va contraure un tercer matrimoni amb María de Velasco. Després d'enviduar, Maria es va casar en 1482 amb Beltrán de la Cueva. Juan Pacheco i María van ser els pares de:
- Mencía Pacheco, filla pòstuma, va néixer uns mesos després de la mort del seu pare. Va casar amb Diego de Cárdenas i Enríquez, primer duc de Maqueda i avançat major del regne de Granada.[27]

Va tenir fills fora del matrimoni. Amb Catalina Alfón de Lodeña, els quals van ser legitimats el 25 d'abril de 1456 pel rei Enric IV:
- Beatriz Pacheco, la major de tots els seus fills, nascuda abans del seu matrimoni amb María Portocarrero, va rebre del seu pare com a part del seu dot la vila de Villarejo de Fuentes. Es va casar en 1453 amb Rodrigo Portocarrero, I comte de Medellín i després d'enviduar va contraure un segon matrimoni amb Alonso de Silva, II comte de Cifuentes.[28][20] Es troba enterrada a l'esquerra de la portada de la Antesacristía del Monestir del Parral. una llegenda afirma que va ser manat retirar d'aquest lloc per ordre d'Isabel la Catòlica, a causa de l'enemistat que li guardava.
- Juan Pacheco, el segon bastard legitimat per Enric IV a Écija el 25 d'abril de 1456, va ingressar en l'Orde de Sant Jaume on va fer carrera gràcies al suport prestat pel seu pare, mestre d'aquesta ordre.[29]
- Isabel de Meneses, després anomenada Pacheco, també legitimada en 1456, ja estava casada amb Pedro López de Padilla quan el seu pare va atorgar testaments.[29] Li va deixar en el seu testament de 1470 un dot d'1.5 milions de morabatíns i una renda anual de 100 000.[20]

Altres fills van ser:
- Alonso Pacheco, mort en 1490 a la Vega de Granada i enterrat a l'església de Santa María a Alcalá la Real.[19] El seu pare no l'esmenta en els seus testaments. Va ser protegit pel seu mig germà, Diego, el primogènit, amb qui va estar en diverses empreses militars. Va ingressar en l'Orde de Calatrava. Va tenir dos fills, Alonso i Juan Pacheco, que van quedar sota la protecció de Diego, II marquès de Villena, el seu mig germà.[19]
- Juan Pacheco, legitimat en 1484.[19]
- Rodrigo Pacheco, era un nen quan va morir el seu pare i va quedar a càrrec del seu germà Diego. No va tenir descendència i, gràcies al rei Ferran el Catòlic, va obtenir un benefici eclesiàstic.[19]

## Juan Pacheco en l'art
Mossèn Diego de Valera li va dirigir dues de les seves epístoles: Ceremonial de Príncipes i el Tratado de Providencia contra Fortuna. Valera va coincidir amb Pacheco a la cort de Juan II quan tots dos eren adolescents.
Juan Pacheco va ser un dels personatges principals de la primera temporada de la sèrie de televisió Isabel (2012), interpretat per Ginés García Millá